# クリス・モンテス
クリス・モンテス（Chris Montez、1943年1月17日 - ）は、1960年代から1970年代にかけて活躍したアメリカ合衆国の歌手、シンガーソングライター、ギタリスト。「コール・ミー」「愛の聖書 (Nothing To Hide)」のヒットで知られる。

## ディスコグラフィ

### アルバム
- 『レッツ・ダンス・アンド・サム・カインダ・ファン』 - Let's Dance And Have Some Kinda Fun!!! (1963年、London/Monogram)
- 『モア・アイ・シー・ユー〜コール・ミー』 - The More I See You (1966年、A&M)
- 『タイム・アフター・タイム』 - Time After Time (1966年、A&M)
- 『フーリン・アラウンド』 - Foolin' Around (1967年、A&M)
- 『愛の聖書』 - Watch What Happens (1968年、A&M)
- Let's Dance (1972年、CBS) ※with Raza
- Cartas De Amor (1983年、A&M)